# ライアン・バーネット (サッカー選手)
ライアン・バーネット（Ryan Barnett、1999年9月23日 - ）は、イングランドのサッカー選手。主たるポジションは攻撃的ミッドフィールダー。シュルーズベリー・タウンFC所属。

## 経歴
バーネットは2007年にシュルーズベリー・タウンのユースチームに加入。2016年12月26日にポール・ハースト監督よりトップチームに召集を受け、敵地のボルトン・ワンダラーズ戦でベンチ入りした。
2017年2月、彼は2年半（オプション1年追加あり）のプロ契約をクラブと締結。カレッジ1年生での契約はイングランドでも異例の扱いであった。
翌2017-2018シーズン、バーネットはEFL杯グループステージのウェスト・ブロムウィッチ・アルビオンU-21戦にて途中出場でプロデビューを果たし、その試合を3-0で勝利した。

## 個人成績
| 国内大会個人成績 | 国内大会個人成績 | 国内大会個人成績 | 国内大会個人成績 | 国内大会個人成績 | 国内大会個人成績 | 国内大会個人成績 | 国内大会個人成績 | 国内大会個人成績 | 国内大会個人成績 | 国内大会個人成績 | 国内大会個人成績 |
| 年度             | クラブ           | 背番号           | リーグ           | リーグ戦         | リーグ戦         | リーグ杯         | リーグ杯         | オープン杯       | オープン杯       | 期間通算         | 期間通算         |
| 年度             | クラブ           | 背番号           | リーグ           | 出場             | 得点             | 出場             | 得点             | 出場             | 得点             | 出場             | 得点             |
| イングランド     | イングランド     | イングランド     | イングランド     | リーグ戦         | リーグ戦         | FLカップ         | FLカップ         | FAカップ         | FAカップ         | 期間通算         | 期間通算         |
| ---------------- | ---------------- | ---------------- | ---------------- | ---------------- | ---------------- | ---------------- | ---------------- | ---------------- | ---------------- | ---------------- | ---------------- |
| 2016-2017        | シュルーズベリー |                  | リーグ1          | 0                | 0                | 0                | 0                | 0                | 0                | 0                | 0                |
| 2017-2018        | シュルーズベリー | 38               | リーグ1          | 0                | 0                | 0                | 0                | 0                | 0                | 0                | 0                |
| 通算             | イングランド     | イングランド     | リーグ1          | 0                | 0                | 0                | 0                | 0                | 0                | 0                | 0                |
| 総通算           | 総通算           | 総通算           | 総通算           | 0                | 0                | 0                | 0                | 0                | 0                | 0                | 0                |